# Cybocephalus rufifrons
Cybocephalus rufifrons é uma espécie de insetos coleópteros polífagos pertencente à família Cybocephalidae.
A autoridade científica da espécie é Reitter, tendo sido descrita no ano de 1874.
Trata-se de uma espécie presente no território português.